# Америкен бой (фільм)
Америкен бой (рос. Америкэн бой) — український російськомовний художній фільм 1992 року режисера Бориса Квашньова. Стрічку зфільмовано на студії Укртелефільм у Херсоні.

## Синопсис
Колишній "афганець" Микола Найдьонов, а тепер громадянин США Нік Маккен приїздить в Україну до свого бойового товариша. Але тут він дізнається, що його друга вбито, і вдовою зосталася його вагітна дружина. З'ясовуючи обставини загибелі, Микола стикається з місцевим криміналом, що якось пов'язаний зі смертю друга. Дізнавшись, що цією справою почали цікавитись, бандити вбивають дружину Миколиного друга. Тоді Нік Маккен вирішив помститися.

## У ролях
- Олександр Пєсков — Ник Маккен/Микола Найдьонов
- Володимир Гостюхін — оперуповноважений Мухін, він же Залізяка
- Олег Рогачов — Павло
- Ганна Униговська — Дебі
- Галина Мороз — Тетянка
- Валерій Свіщев — Товстий
- Анатолій Хостікоєв — Близнюк-старший
- Артур Лі — Близнюк-молодший
- Ґіві Лежава — Гимел
- Сергій Пономаренко — Дикий
- Сергій Асовський — хазяїн «Зодіака»
- Ігор Воробйов — Лом
- Борис Каляґін — спецкор
- Андрій Колесник — кавказець